# Босович Василь Васильович
Василь Васильович Босович (1 травня 1942, м. Станиславів — 27 квітня 2021, м. Львів) — український белетрист, драматург, кіносценарист, продюсер, громадський діяч. Директор та художній керівник української кіностудії «Галичина-фільм» (з 1991). Член Національної спілки театральних діячів України (1989), Національної спілки кінематографістів України (1993). Голова Львівського відділення Спілки кінематографістів України; голова Львівської обласної профспілкової організації «Християнин». Голова Всеукраїнського громадського об'єднання «Союз християнського відродження України» (з 12.1998). Член Християнсько-демократичної партії України (з 1997).

## Життєпис
Народився 1 травня 1942 року в Станиславові (нині Івано-Франківськ) у селянській родині. Закінчив Львівське вище військово-політичне училище факультет журналістики (1964—1967), Львівський поліграфічний інститут ім. І. Федорова (1967—1971).
З 1967 по 1971 роки — літературний працівник міської районної газети «Радянське слово» (м. Дрогобич). З 1971 по 1979 — редактор, старший редактор, завідувач редакції науково-технічної літератури, видавництва «Вища школа» (м. Львів). У період з 1979 по 1988 — с.н.п. Інститут землеробства і тваринництва західних районів України.
З 1990 — директор, з 1991 — директор — художній керівник, кіностудії «Галичина-фільм» (м. Львів).

## Нагороди
- 1995 — Лауреат Державної премії в галузі драматургії і театрального мистецтва ім. І. П. Котляревського
- 2008 — І премія за сценарій до фільму «Ангел з патефоном» на Коронації слова 2008

## Творчість
П'єси
- «Олекса Довбуш»
- «Опір»
- «Князь Данило Галицький»
- «Наодинці з долею»
- «Залізні солдати»
- «Заложники»
- «Скажи, хто твоя коханка?»
- «Ковчег. Перед потопом»
- «Ісус, Син Бога живого»
- «Ковчег»
- «Перед другим пришестям»

Роман
- 1989 — «Володимир, син Святослава»

Сценарії до фільмів
- 1993 — «Для домашнього огнища»
- 1996 — «Дорогою ціною»
- «Золотий пил»

Продюсер
- Два художніх і тридцять документальних фільмів.